# كويم (لاعب كرة قدم)
كويم (5 أبريل 1967 في البرتغال - ) هو لاعب كرة قدم برتغالي في مركز الدفاع. لعب مع نادي فيتوريا سيتوبال.

## وصلات خارجية
- كويم (لاعب كرة قدم) على موقع قاعدة بيانات كرة القدم.إي يو (الإنجليزية)